# Leszek Czechowski
Leszek Czechowski (ur. 1950) – polski geofizyk, profesor nauk o Ziemi.
Od 1973 pracował w Instytucie Geofizyki Wydziału Fizyki Uniwersytetu Warszawskiego. W latach 2013–2020 pełnił funkcję kierownika Zakładu Fizyki Litosfery.

## Życiorys
W roku 1981 obronił doktorat na Wydziale Fizyki Uniwersytetu Warszawskiego. Jego praca doktorska została nagrodzona przez PAN. W latach 90. przez ok. 7 lat mieszkał w Kanadzie. W roku 1993 uzyskał stopień doktora habilitowanego, który został mu nadany przez Instytut Geofizyki PAN. W 2018 r. otrzymał tytuł profesora nauk o Ziemi. Obszar działalności naukowej Leszka Czechowskiego to tektonika globalna oraz konwekcja w płaszczu Ziemi, a także procesy fizyczne na innych ciałach niebieskich. W 1993 r. wysunął hipotezę o roli warstwy D" (przy granicy jądro-płaszcz) dla konwekcji w płaszczu Ziemi. Zajmuje się także badaniami lodowo-skalnych księżyców Saturna, przede wszystkim Enceladusa, procesami geodynamicznymi, m.in. wyjaśnił tzw. paradoks Mimas-Enceladus. Wykazał, że wnętrze Enceladusa ma temperaturę sprzyjającą życiu i wskazał, że panspermia z Enceladusa jest możliwa. Rozważał także procesy serpentynizacji na Marsie oraz procesy w regolicie Tytana, a także proces powstawania osuwisk i powolnych wyrzutów na kometach. Zaproponował uogólnienie hipotezy o izostazji w postaci tzw. głębokiej dynamicznej izostazji. Wspólnie z Markiem Gradem wskazał na możliwość istnienia dwóch rodzajów astenosfery.
Od 2013 pełnił funkcję kierownika Zakładu Fizyki Litosfery IGF UW, w 2021 roku przeszedł na emeryturę, a Zakład został zamknięty. Został zatrudniony na stanowisku profesora w Centrum Badań Kosmicznych PAN.
Jest autorem książek popularnonaukowych „Tektonika płyt i konwekcja w płaszczu Ziemi”, „Planety widziane z bliska” oraz „Wnętrze Ziemi kształtuje jej powierzchnię”.
Zajmuje się także popularyzacją nauki. Jest jednym z twórców kierunku Geofizyka w Geologii na Wydziale Fizyki UW. Interesuje się narciarstwem i żeglarstwem.
Przez kilka kadencji był  członkiem prezydium Komitetu Geofizyki PAN. W 2024 roku komitet zakończył działanie. 